# Conyza ulmifolia
Conyza ulmifolia là một loài thực vật có hoa trong họ Cúc. Loài này được (Burm.f.) Kuntze mô tả khoa học đầu tiên năm 1898.